# Cawendia glabrata
Cawendia glabrata är en insektsart som beskrevs av Karsch 1888. Cawendia glabrata ingår i släktet Cawendia och familjen Pyrgomorphidae. Inga underarter finns listade i Catalogue of Life.